# Tyrannochthonius terribilis
Espèce
Synonymes
- Chthonius terribilis With, 1906

Tyrannochthonius terribilis est une espèce de pseudoscorpions de la famille des Chthoniidae.

## Distribution
Cette espèce se rencontre en Thaïlande, en Malaisie, en Indonésie et en Papouasie-Nouvelle-Guinée.

## Liste des sous-espèces
Selon Pseudoscorpions of the World (version 3.0) :
- Tyrannochthonius terribilis malaccensis Beier, 1952
- Tyrannochthonius terribilis terribilis (With, 1906)

## Publications originales
- With, 1906 : The Danish expedition to Siam 1899-1900. III. Chelonethi. An account of the Indian false-scorpions together with studies on the anatomy and classification of the order. Oversigt over det Konigelige Danske Videnskabernes Selskabs Forhandlinger, sér. 7, vol. 3, p. 1-214.
- Beier, 1952 : On some Pseudoscorpionidea from Malaya and Borneo. Bulletin of the Raffles Museum, vol. 24, p. 96-108 (texte intégral).